# Björkö, Norrtälje kommun

Björkö är en före detta ö i Norrtälje kommun, numera sammanvuxen med Väddö.
Björkö omtalas i skrift första gången 1409 (Birke thinglagh), då i ett räfstetingsprotokoll. Av allt att döma har ön inte forntida bebyggelse. Under 1700-talet kom dock flera av bönderna och fiskarna bli rika genom bondeseglation. Man levererade till en början främst sandsten till de uppländska masugnarna och till kvarnstenar. Under 1900-talet övergick man i stället till att leverera gatsten. De rikare redarfamiljerna på ön kom att bli kända som "björköadeln".
1848 byggdes vägbanken som förenade Björkö med Väddö på initiativ av Matts Pehrsson i Öster Edsvik som under Krimkriget byggde upp en betydande förmögenhet som redare. Han gifte sig med dottern till den främsta galeasbyggaren på ön, Olof Pehrsson i Stridsby. En annan av betydande redarby var Söder Marum, där innevånarna 1825 ägde 7 tvåmastade skonare och en jakt. Redarkrisen 1873 innebar stora svårigheter för öborna. En viss ersättning kom med den begynnande turismen då många började hyra ut hus till sommargäster. 1907 öppnade Stockholms stad Finala stenhuggeri för tillverkning av gatsten på halvön Stora Änklingen, där som mest 60 arbetare var anställda. Redan 1923 upphörde dock stenbrytningen. Vid Simpnäs öppnades 1915 en lotsstation, vilken 1996 flyttades till Kapellskär. Den 1891 bildade Björkö-Arholma Sjömannaförening öppnade 1951 ett museum i Marum, vilket 1980 flyttades till Simpnäsviken. Under en period i början av Ålandstrafiken bedrev Rederi AB Slite trafik mellan Simpnäs och Mariehamn.

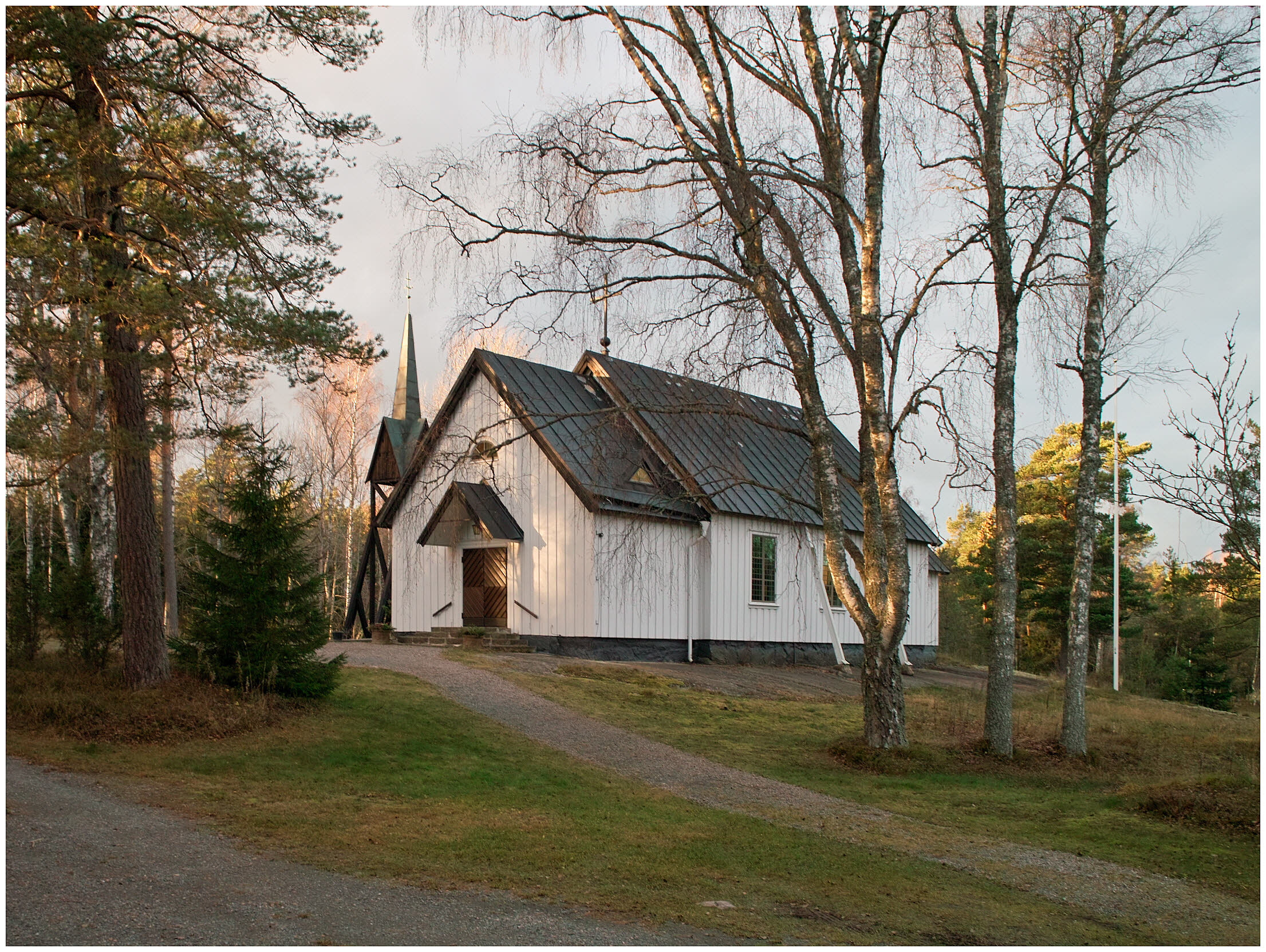
Björkö-Arholma kyrka.

Björkö-Arholma kyrka uppfördes på Björkö 1890 som kapell för Björkö evangelisk-lutherska missionsförening och blev från 1905 kapell i Svenska kyrkan. 1914 bröts Björkö tillsammans med Arholma ur Vätö socken och bildade en egen socken. Då kyrkan främst omges av hälleberg anlades kyrkogården vid Marum någon kilometer söderut. I närheten av kyrkan ligger Dragsviken som där nästan möter den tidigare viken Kullboviken. Här fanns tidigare ett drag där båtar drogs över näset för att korta färdvägen. 
På södra delen av Björkö mot Kullboviken ligger flera äldre gårdar. Blekunge gård uppfördes som redar- och skeppsbyggargård 1840, väderkvarnen vid gården är från 1812. Nedre Kullagården uppfördes 1842 av Jan Mattsson som blev mycket omtalad för sina dyrbara vanor innan han senare gjorde konkurs. Södra Kullagården vid landsvägen är även den en ridigare redargård med huvudbyggnad från 1839 och en mindre drängstuga. Ladugården invid vägen är över 70 meter lång. I närheten av Rumshamn där konstnären Harald Lindberg föddes finns en kolerakyrkogård. Vid byn Skeppsmyra ligger gården Lyckhem, som ursprungligen var en redargård men 1904 köptes av en hemvändande svenskamerikan. Han hade med sig den förminskade kopia av frihetsgudinnan som nu står framför huvudbyggnaden. 1916 gjordes Lyckhem om till pensionat och senare har gården gjorts om till vandrarhem med tillhörande Skeppsmyra camping. Lyckhems gästbrygga ligger vid Sterbnäsviken där tidigare låg en handelsbod, vilken även fungerade som lönnkrog. Till Ängholmen längst söderut på ön ankom i slutet av andra världskriget en grupp estniska flyktingar från Rågöarna av vilka en del kom att bosätta sig här på Björkö.